# Saint-Quentin-de-Chalais
 Saint-Quentin-de-Chalais  là một xã ở tỉnh Charente phía tây nước Pháp. Xã này có diện tích 12,38 km², dân số năm 1999 là 250 người. Khu vực này có độ cao trung bình 111mét trên mực nước biển.